# Braunsapis fuscinervis
Braunsapis fuscinervis là một loài Hymenoptera trong họ Apidae. Loài này được Cameron mô tả khoa học năm 1905.